# Список судебных округов Форарльберга

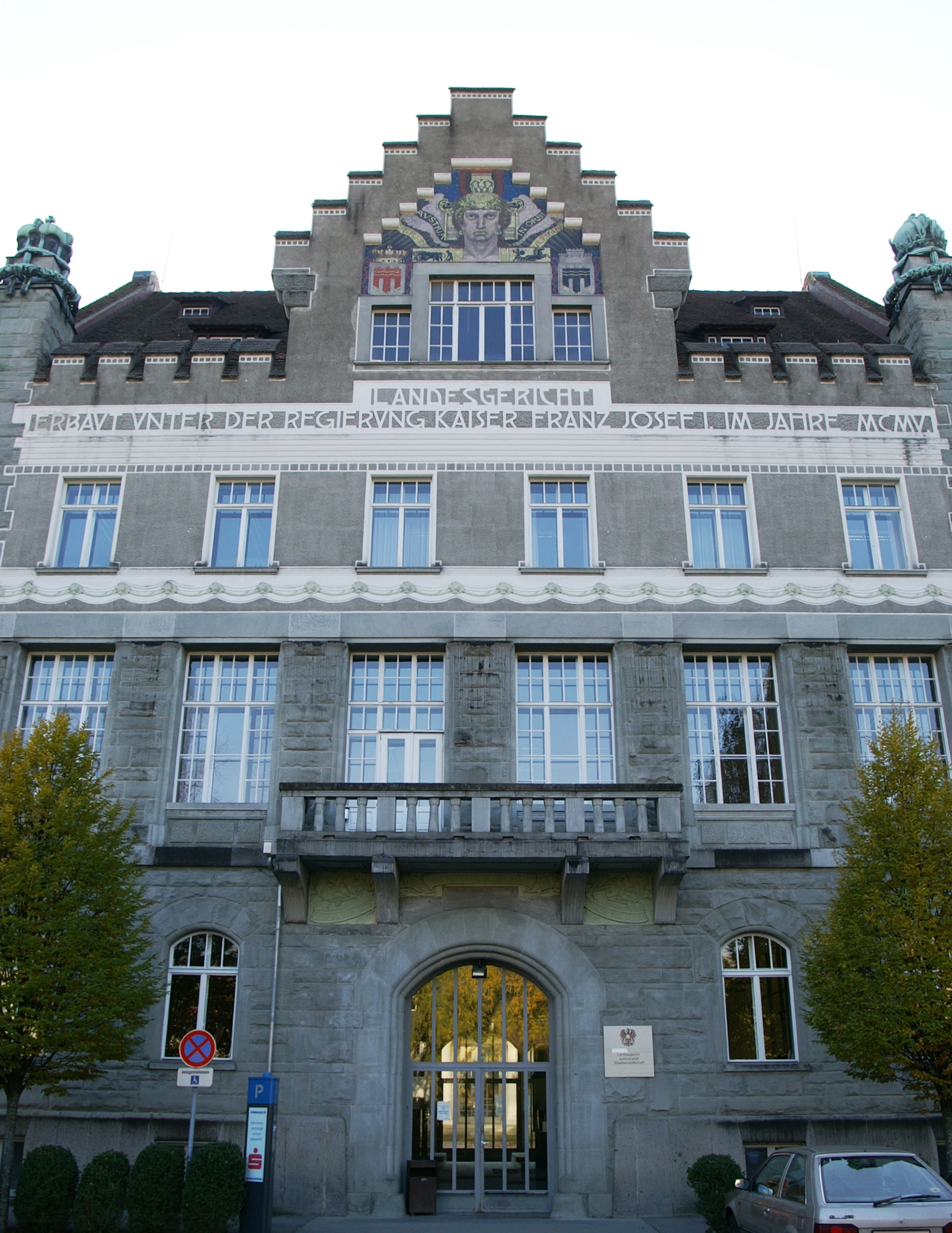
Фасад Земельного суда Фельдкирха

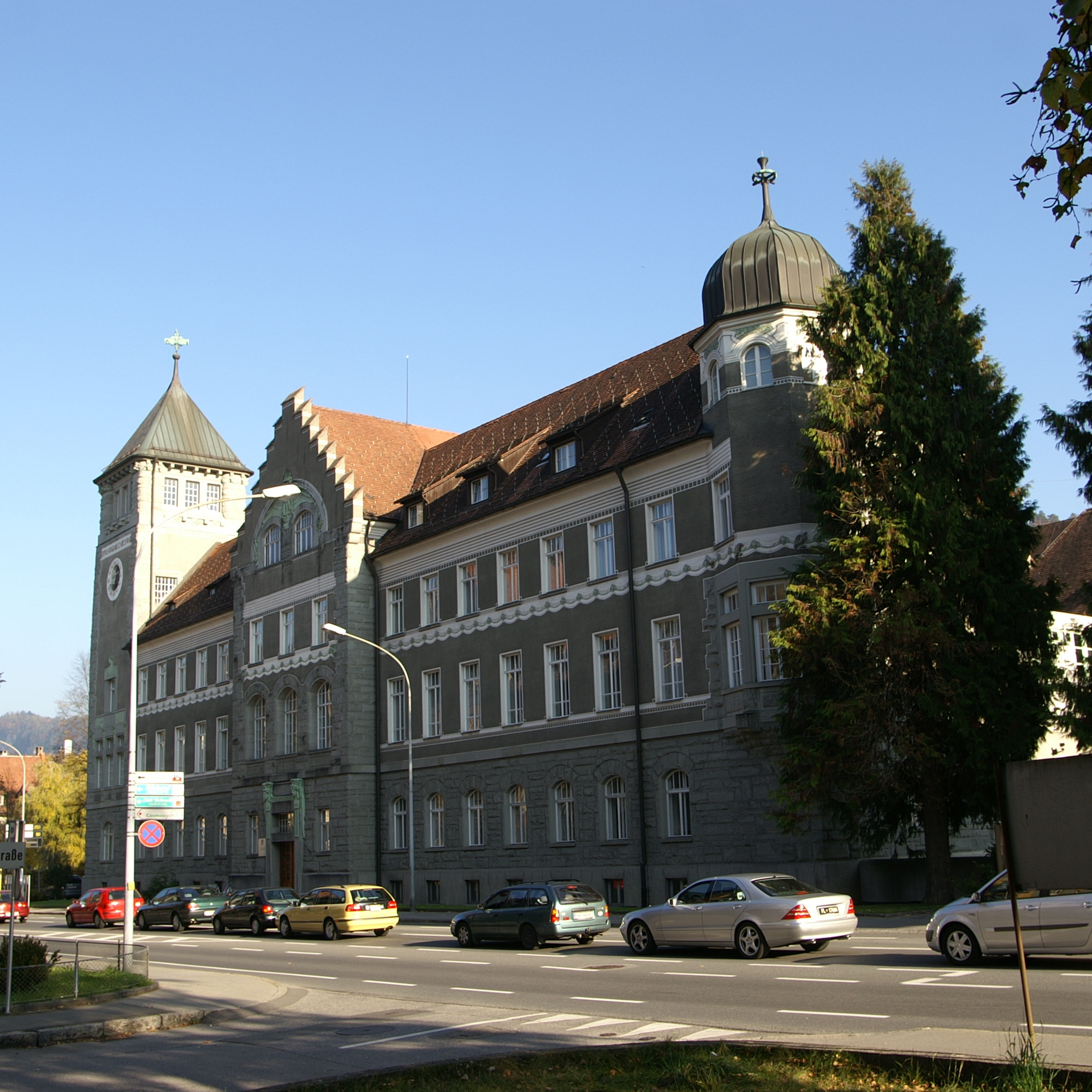
Земельный суд Фельдкирха на Шиллерштрасе

Это список юрисдикций, расположенных в федеральной земле Форарльберг. Перечислены все существующие юрисдикции, включая и бывшие судебные округа.

## История
В результате революции 1848 года в Австрийской империи, которая была направлена в первую очередь против монархического абсолютизма, одним из направлений стало также создание новых административных органов, включая и судебные округа.

### Решение о создании судебных округов

Земельный и районный суды Фельдкирха

В связи c отменой предыдущих юрисдикций комиссией было предложено совершать судебные сделки во вновь образованных княжеских судах. Судом Высшей инстанции стал Высший земельный суд Инсбрука (нем. Oberlandesgericht Innsbruck), которому напрямую подчинялись три региональных суда и два Сената:
- Земельный суд Инсбрука (нем. Landesgericht Innsbruck) для крайса Инсбрук (нем. Kreis Innsbruck),
- Земельный суд Больцано (нем. Landesgericht Bozen) для крайса Бриксен (нем. Kreis Brixen),
- Земельный суд Фельдкирха (нем. Landesgericht Feldkirch) для графства Форарльберг (нем. Kreis Vorarlberg),
- Сенаты Тренто и Ровередо  (нем. Senate Trient und Roveredo) в крайсе Тренто (нем. Kreis Trient).

В состав Региональных судов и Сенатов входило 66 районных судов в Тироле и 6 районных судов в Форарльберге. Этими 72 юрисдикциями был сформирован самый низкий уровень судоустройства на территории Коронной земли Тироль и Форарльберг.
⇑

### Формирование судебных округов

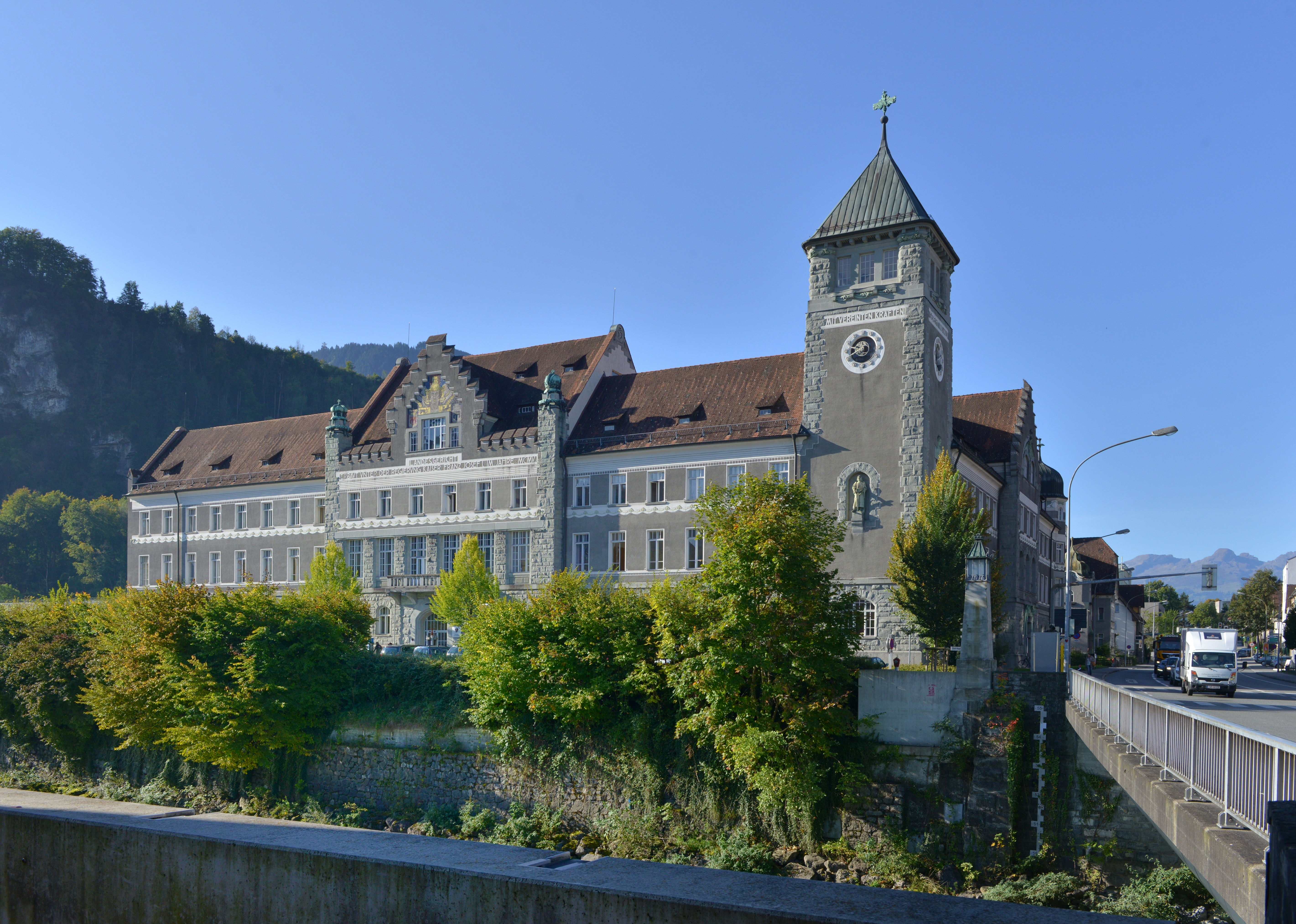
Земельный суд Фельдкирха на Шиллерштрасе, 1 со стороны реки Илль

Хотя Форарльберг с 1861 года был "страной" с собственным Парламентом (нем. Vorarlberger Landtag) и Национальным комитетом (нем. Vorarlberger Landesausschuss (1861–1918)), организация судов осталась прежней, а Земельный суд Фельдкирха  также остался в подчинении Высшего земельного суда Инсбрука. Принадлежность к Высшему земельному суду Инсбрука продолжались даже после роспуска империи Габсбургов. Также, в отличие от других федеральных земель, все окружные суды Форарльберга, основанные в 1849-1850гг., оставались неизменными вплоть до 1 июля 2017 года. Только "Судебный округ Брегенцервальд" (нем. "Gerichtsbezirk Bregenzerwald") был переименован в "Судебный округ Бецау" (нем. "Gerichtsbezirk Bezau").
Судебные округа Форарльберга окончательно были сформированы в 1868 году при разделении политической и судебной власти.
| Список судебных округов Форарльберга по состоянию на 1868 год | Список судебных округов Форарльберга по состоянию на 1868 год | Список судебных округов Форарльберга по состоянию на 1868 год | Список судебных округов Форарльберга по состоянию на 1868 год | Список судебных округов Форарльберга по состоянию на 1868 год | Список судебных округов Форарльберга по состоянию на 1868 год | Список судебных округов Форарльберга по состоянию на 1868 год | Список судебных округов Форарльберга по состоянию на 1868 год | Список судебных округов Форарльберга по состоянию на 1868 год | Список судебных округов Форарльберга по состоянию на 1868 год |
| № п/п                                                         | Судебные округа                                               | Судебные округа                                               | Судебные округа                                               | Судебные округа                                               | Административные округа                                       | Административные округа                                       | Административные округа                                       | Административные округа                                       | Местонахождение суда                                          |
| № п/п                                                         | Название                                                      | Название                                                      | Территория, австрийская кв. миля                              | Население, чел. (1857.10.31)                                  | Название                                                      | Название                                                      | Территория, австрийская кв. миля                              | Население, чел. (1857.10.31)                                  | Местонахождение суда                                          |
| № п/п                                                         | (рус.)                                                        | (нем.)                                                        | Территория, австрийская кв. миля                              | Население, чел. (1857.10.31)                                  | (рус.)                                                        | (нем.)                                                        | Территория, австрийская кв. миля                              | Население, чел. (1857.10.31)                                  | Местонахождение суда                                          |
| ------------------------------------------------------------- | ------------------------------------------------------------- | ------------------------------------------------------------- | ------------------------------------------------------------- | ------------------------------------------------------------- | ------------------------------------------------------------- | ------------------------------------------------------------- | ------------------------------------------------------------- | ------------------------------------------------------------- | ------------------------------------------------------------- |
| 1                                                             | Блуденц                                                       | Bludenz                                                       | 13,51                                                         | 16 472                                                        | Блуденц                                                       | Bludenz                                                       | 23,30                                                         | 24 971                                                        | Блуденц                                                       |
| 2                                                             | Монтафон                                                      | Montafon                                                      | 9,79                                                          | 8 499                                                         | Блуденц                                                       | Bludenz                                                       | 23,30                                                         | 24 971                                                        | Шрунс                                                         |
| 3                                                             | Брегенц                                                       | Bregenz                                                       | 4,13                                                          | 21 289                                                        | Брегенц                                                       | Bregenz                                                       | 14,00                                                         | 38 142                                                        | Брегенц                                                       |
| 4                                                             | Брегенцервальд                                                | Bregenzerwald                                                 | 9,87                                                          | 16 853                                                        | Брегенц                                                       | Bregenz                                                       | 14,00                                                         | 38 142                                                        | Бецау                                                         |
| 5                                                             | Дорнбирн                                                      | Dornbirn                                                      | 3,64                                                          | 19 617                                                        | Фельдкирх                                                     | Feldkirch                                                     | 7,92                                                          | 40 492                                                        | Дорнбирн                                                      |
| 6                                                             | Фельдкирх                                                     | Feldkirch                                                     | 4,28                                                          | 20 875                                                        | Фельдкирх                                                     | Feldkirch                                                     | 7,92                                                          | 40 492                                                        | Фельдкирх                                                     |
| Форарльберг — Liste der Gerichtsbezirke in Vorarlberg         | Форарльберг — Liste der Gerichtsbezirke in Vorarlberg         | Форарльберг — Liste der Gerichtsbezirke in Vorarlberg         | Форарльберг — Liste der Gerichtsbezirke in Vorarlberg         | Форарльберг — Liste der Gerichtsbezirke in Vorarlberg         | Форарльберг — Liste der Gerichtsbezirke in Vorarlberg         | Форарльберг — Liste der Gerichtsbezirke in Vorarlberg         | 45,22                                                         | 103 605                                                       | Фельдкирх                                                     |

⇑

### Современное положение

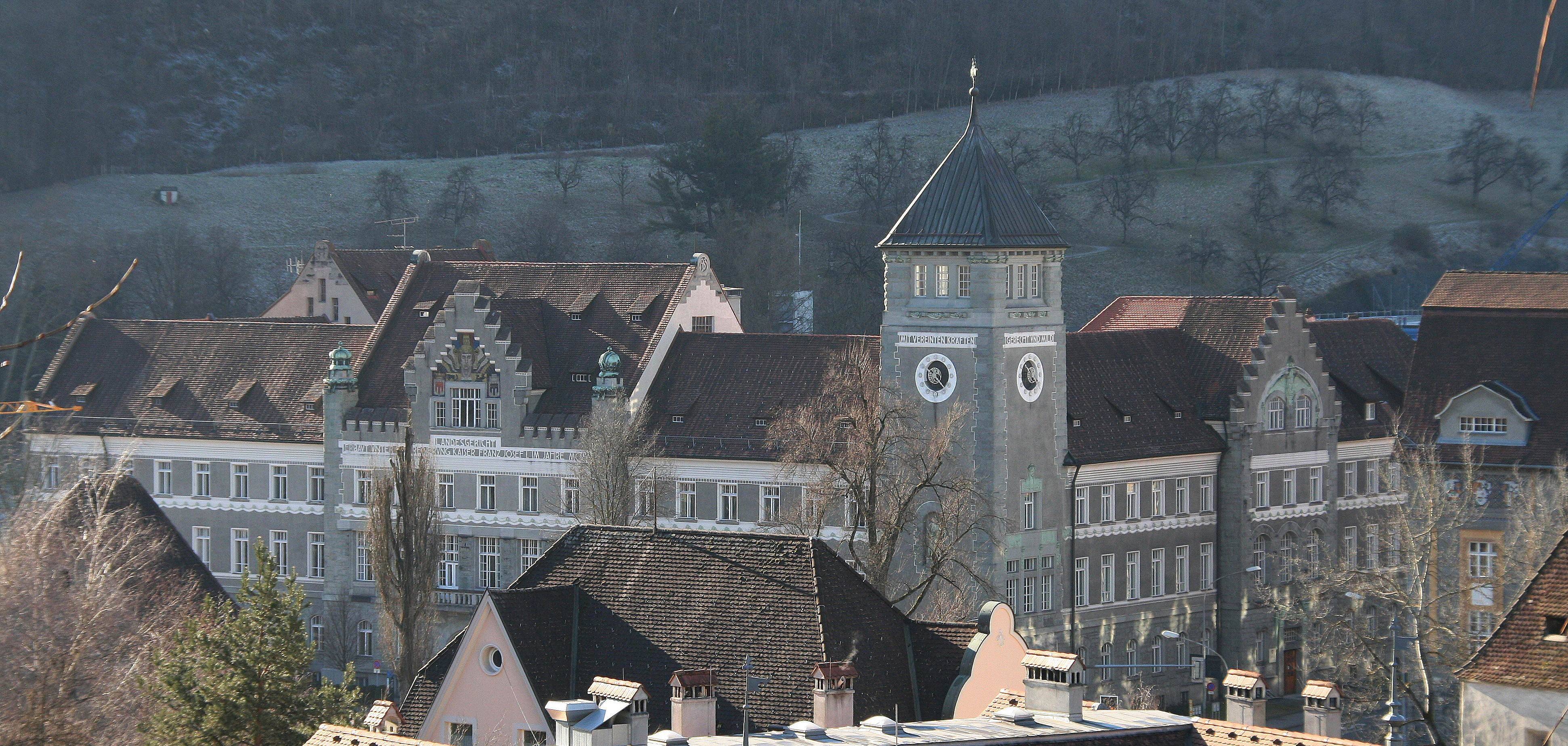
Земельный суд Фельдкирха

25 сентября 2015 года министр юстиции Австрии Вольфганг Брандштеттер объявил, что районный суд Монтафон будет упразднён 1 января 2017 года с присоединением к районному суду Блуденц. То есть, десять политических общин, входящих в территориальную подсудность судебного округа Монтафон, станут частью судебного округа Блуденц. В предыдущие годы Министерством юстиции Австрии предпринимались неоднократные попытки по ликвидации "нерентабельных" судебных округов (районные суды Бецау и Монтафон), но они всегда пресекались из-за продолжающегося сопротивления государственных властей Форарльберга. И, наконец, в пятницу, 30 июня 2017 года, «"районный суд Монтафон" был окончательно закрыт».
⇑

## Судебные округа
| Список судебных округов Форарльберга по состоянию на 1 июля 2017 года | Список судебных округов Форарльберга по состоянию на 1 июля 2017 года | Список судебных округов Форарльберга по состоянию на 1 июля 2017 года | Список судебных округов Форарльберга по состоянию на 1 июля 2017 года | Список судебных округов Форарльберга по состоянию на 1 июля 2017 года | Список судебных округов Форарльберга по состоянию на 1 июля 2017 года | Список судебных округов Форарльберга по состоянию на 1 июля 2017 года | Список судебных округов Форарльберга по состоянию на 1 июля 2017 года | Список судебных округов Форарльберга по состоянию на 1 июля 2017 года | Список судебных округов Форарльберга по состоянию на 1 июля 2017 года |
| Судебные округа                                                       | Судебные округа                                                       | Судебные округа                                                       | Судебные округа                                                       | Судебные округа                                                       | Судебные округа                                                       | Вышестоящие суды                                                      | Вышестоящие суды                                                      | Вышестоящие суды                                                      | Код и название политического округа                                   |
| Кодовый номер                                                         | Название                                                              | Название                                                              | Дата образования                                                      | Территория, га                                                        | Население, чел. (2015.01.01)                                          | Земельный суд                                                         | Высший земельный суд                                                  | Верховный суд                                                         | Код и название политического округа                                   |
| Кодовый номер                                                         | (рус.)                                                                | (нем.)                                                                | Дата образования                                                      | Территория, га                                                        | Население, чел. (2015.01.01)                                          | Земельный суд                                                         | Высший земельный суд                                                  | Верховный суд                                                         | Код и название политического округа                                   |
| --------------------------------------------------------------------- | --------------------------------------------------------------------- | --------------------------------------------------------------------- | --------------------------------------------------------------------- | --------------------------------------------------------------------- | --------------------------------------------------------------------- | --------------------------------------------------------------------- | --------------------------------------------------------------------- | --------------------------------------------------------------------- | --------------------------------------------------------------------- |
| 8011                                                                  | Блуденц                                                               | Bludenz                                                               | 2017.07.01                                                            | 128 563,88                                                            | 61 584                                                                | Земельный суд Фельдкирха                                              | Высший земельный суд Инсбрука                                         | Верховный суд Австрии                                                 | ↓ 801                                                                 |
| 8011 ↑                                                                | Блуденц                                                               | Bludenz                                                               | 1849.11.29                                                            | 72 379,05                                                             | 45 141                                                                | Земельный суд Фельдкирха                                              | Высший земельный суд Инсбрука                                         | Верховный суд Австрии                                                 | 801 — Блуденц                                                         |
| 8012 ↑                                                                | Монтафон                                                              | Montafon                                                              | 1849.11.29                                                            | 56 184,83                                                             | 16 443                                                                | Земельный суд Фельдкирха                                              | Высший земельный суд Инсбрука                                         | Верховный суд Австрии                                                 | 801 — Блуденц                                                         |
| 8021                                                                  | Бецау                                                                 | Bezau                                                                 | 1849.11.29                                                            | 58 836,10                                                             | 26 987                                                                | Земельный суд Фельдкирха                                              | Высший земельный суд Инсбрука                                         | Верховный суд Австрии                                                 | 802 — Брегенц                                                         |
| 8022                                                                  | Брегенц                                                               | Bregenz                                                               | 1849.11.29                                                            | 27 695,89                                                             | 102 601                                                               | Земельный суд Фельдкирха                                              | Высший земельный суд Инсбрука                                         | Верховный суд Австрии                                                 | 802 — Брегенц                                                         |
| 8031                                                                  | Дорнбирн                                                              | Dornbirn                                                              | 1849.11.29                                                            | 17 226,99                                                             | 84 973                                                                | Земельный суд Фельдкирха                                              | Высший земельный суд Инсбрука                                         | Верховный суд Австрии                                                 | 803 — Дорнбирн                                                        |
| 8041                                                                  | Фельдкирх                                                             | Feldkirch                                                             | 1849.11.29                                                            | 27 789,15                                                             | 102 447                                                               | Земельный суд Фельдкирха                                              | Высший земельный суд Инсбрука                                         | Верховный суд Австрии                                                 | 804 — Фельдкирх                                                       |
| 8                                                                     | Форарльберг                                                           | Форарльберг                                                           | Форарльберг                                                           | 260 112,01                                                            | 378 592                                                               | Vorarlberg                                                            | Vorarlberg                                                            | Vorarlberg                                                            | VB: 801÷804*                                                          |
| * VB — административные округа (нем. Verwaltungsbezirke).             |                                                                       |                                                                       |                                                                       |                                                                       |                                                                       |                                                                       |                                                                       |                                                                       |                                                                       |

Q: STATISTIK AUSTRIA. Erstellt am 1.1.2016  (нем.)
⇑

## Упразднённые судебные округа

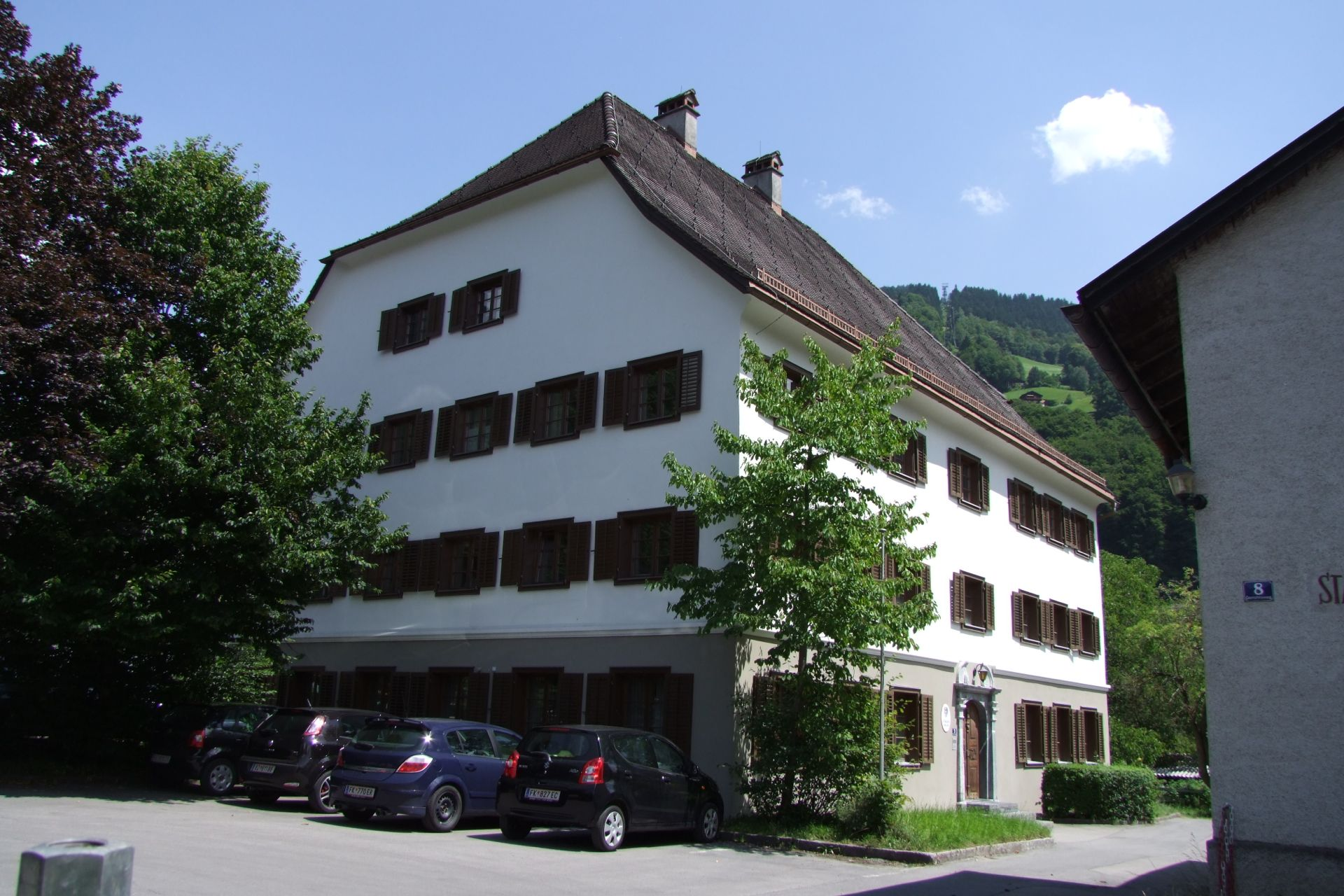
Районный суд Монтафон (община Шрунс)

В данном разделе показаны все ликвидированные на текущий момент районные суды Форарльберга, созданные в результате реформы 1849—1850гг., в разрезе политических округов, в которых они были упразднены. Для упразднённых районных судов также указаны вышестоящие земельные суды на момент их закрытия. 
| Список упразднённых судебных округов Форарльберга по состоянию на 1 января 2018 года                 | Список упразднённых судебных округов Форарльберга по состоянию на 1 января 2018 года | Список упразднённых судебных округов Форарльберга по состоянию на 1 января 2018 года | Список упразднённых судебных округов Форарльберга по состоянию на 1 января 2018 года | Список упразднённых судебных округов Форарльберга по состоянию на 1 января 2018 года | Список упразднённых судебных округов Форарльберга по состоянию на 1 января 2018 года | Список упразднённых судебных округов Форарльберга по состоянию на 1 января 2018 года | Список упразднённых судебных округов Форарльберга по состоянию на 1 января 2018 года |
| Кодовый номер                                                                                        | Название судебного округа                                                            | Название судебного округа                                                            | Дата образования судебного округа                                                    | Дата ликвидации судебного округа                                                     | Земельный суд                                                                        | Высший земельный суд                                                                 | Политический округ                                                                   |
| Кодовый номер                                                                                        | (рус.)                                                                               | (нем.)                                                                               | Дата образования судебного округа                                                    | Дата ликвидации судебного округа                                                     | Земельный суд                                                                        | Высший земельный суд                                                                 | Политический округ                                                                   |
| --- | ------------------------------------------------------------------------------------ | ------------------------------------------------------------------------------------ | ------------------------------------------------------------------------------------ | ------------------------------------------------------------------------------------ | ------------------------------------------------------------------------------------ | ------------------------------------------------------------------------------------ | ------------------------------------------------------------------------------------ |
| За период с 1849 года до 1 июля 2017 года судебные округа на территории Форарльберга не упразднялись |                                                                                      |                                                                                      |                                                                                      |                                                                                      |                                                                                      |                                                                                      |                                                                                      |
| 8012                                                                                                 | Монтафон                                                                             | Montafon                                                                             | 1849.11.29                                                                           | 2017.07.01                                                                           | Земельный суд Фельдкирха                                                             | Высший земельный суд Инсбрука                                                        | Блуденц                                                                              |

Q: ©  STATISTIK AUSTRIA, Letzte Änderung am 04.01.2018 (нем.)
⇑

## Доказательства и источники
- Австрийская информационная система Rechtsinformationssystem des Bundes (RIS)  (нем.)
- Исторические законы и нормативные акты ALEX Historische Rechts- und Gesetzestexte Online  (нем.)
- Географические справочники, 1903÷1908 GenWiki  (нем.)
- Географические справочники GenWiki  (нем.)
- Австрия GenWiki  (нем.)
- Региональный научно-исследовательский портал GenWiki  (нем.)

⇑

## Внешние ссылки
- Немецко-русский переводчик, Google

## Лицензия
- Лицензия: Namensnennung 3.0 Österreich (CC BY 3.0 AT)  (нем.)